# Складной велосипед
Складной велосипед — велосипед со складывающейся рамой, иногда и с другими элементами. Складная конструкция велосипеда позволяет облегчить его хранение и транспортировку.
У многих складных велосипедов рама складывается пополам. Такие велосипеды в общем похожи на обычные велосипеды с открытой рамой.
Есть велосипеды с оригинальной конструкцией рамы (она может складываться в 3-4 местах), также у них могут складываться руль и педали. Такие складные велосипеды весят от 7 кг, отличаются малым диаметром колеса (от 6 дюймов) и требуют меньше места для хранения — некоторые модели способны поместиться даже в рюкзаке. Их можно перевозить в автомобиле, общественном транспорте, лифте. В некоторых видах общественного транспорта запрещено провозить не складывающиеся велосипеды (например, в Московском метрополитене).
В СССР выпускались складные велосипеды марок: «Салют» (с колёсами 24 дюйма) и «Кама», «Аист», «Десна-2» (с колёсами 20 дюймов).
Также есть дорожные и горные складные велосипеды.